# Synotaxus
Genre
Synotaxus est un genre d'araignées aranéomorphes de la famille des Synotaxidae.

## Distribution
Les espèces de ce genre se rencontrent en Amérique du Costa Rica au Paraguay.

## Liste des espèces
Selon World Spider Catalog (version 23.0, 18/04/2022) :
- Synotaxus bonaldoi Santos & Rheims, 2005
- Synotaxus brescoviti Santos & Rheims, 2005
- Synotaxus ecuadorensis Exline, 1950
- Synotaxus itabaiana Santos & Rheims, 2005
- Synotaxus jaraguari Souza, Brescovit & Araujo, 2017
- Synotaxus leticia Exline & Levi, 1965
- Synotaxus longicaudatus (Keyserling, 1891)
- Synotaxus monoceros (Caporiacco, 1947)
- Synotaxus siolii Santos & Rheims, 2005
- Synotaxus turbinatus Simon, 1895
- Synotaxus waiwai Agnarsson, 2003

## Systématique et taxinomie
Ce genre a été décrit par Simon en 1894 dans les Theridiidae. Il est placé dans les Synotaxidae par Forster, Platnick et Coddington en 1990.

## Publication originale
- Simon, 1895 : « Études arachnologiques. 26e. XLI. Descriptions d'espèces et de genres nouveaux de l'ordre des Araneae. » Annales de la Société Entomologique de France, vol. 64, p. 131-160 (texte intégral).